# Polypedilum buettikeri
Polypedilum buettikeri är en tvåvingeart som beskrevs av Peter Scott Cranston 1989. Polypedilum buettikeri ingår i släktet Polypedilum och familjen fjädermyggor.
Artens utbredningsområde är Saudiarabien. Inga underarter finns listade i Catalogue of Life.